# Abarema acreana
Abarema acreana es un árbol leguminoso de la familia Fabaceae. Es una planta bastante misteriosa y puede ser endémico de Brasil. Al parecer son árboles de fruto aunque nunca se han encontrado, por lo que no está claro si esta planta pertenece al género Abarema o a Hydrochorea. Se distribuye por Costa Rica, Nicaragua, Brasil, Colombia, Perú, Venezuela

## Taxonomía
Abarema acreana fue descrita por (J.F.Macbr.) L.Rico y publicado en Novon 9(4): 555. 1999.
Sinonimia
- Hydrochorea acreana (J.F.Macbr.) Barneby & J.W.Grim
- Pithecellobium acreanum J.F.Macbr.[4]